# Brett Phillips
Brett Maverick Phillips (né le 30 mai 1994 à Seminole, Floride, États-Unis) est un ancien joueur de champ extérieur de la Ligue majeure de baseball.

## Carrière
Brett Phillips est réclamé au 6e tour de sélection par les Astros de Houston lors du repêchage amateur de 2012. 
Le 30 juillet 2015, Houston échange Phillips, le joueur de champ extérieur Domingo Santana, le lanceur droitier Adrian Houser et le lanceur gaucher Josh Hader aux Brewers de Milwaukee contre le lanceur droitier Mike Fiers et le joueur de champ extérieur Carlos Gómez.
Phillips fait ses débuts dans le baseball majeur avec les Brewers de Milwaukee le 5 juin 2017.